# غوستافو فوينتيس
غوستافو فوينتيس (بالإسبانية: Gustavo Fuentes)‏ (8 أبريل 1973 ببوينس آيرس في الأرجنتين - ) هو لاعب كرة قدم أرجنتيني في مركز الهجوم. لعب مع دندي يونايتد وريفر بليت ونادي بني يهودا تل أبيب ونادي جوهر دار التعظيم ونادي ليفربول وتاليريس كوردوبا ونادي ماراثون ونادي موتاجوا ‏ ونادي ديبورتيفو أوليمبيا وسانتياغو مورنينغ ‏ ونادي بلاتنسي ونادي أليانزا ‏ ونادي ملقا يونايتد ونادي سيرو وPublic Bank F.C. ‏ وديبورتيفو لافيريري ‏ وClub Atlético San Miguel ‏.

## وصلات خارجية
- غوستافو فوينتيس على موقع قاعدة بيانات كرة القدم.إي يو (الإنجليزية)
- غوستافو فوينتيس على موقع Soccerbase.com (لاعب) (الإنجليزية)